# Alfred Detering
Alfred Detering (* 7. Oktober 1909 in Nordhausen; † wohl 1943 in Russland) war ein deutscher nationalsozialistischer Studentenschaftsfunktionär.

## Leben
Detering studierte ab 1930 Theologie und Volkskunde an der Universität Halle, wo er im gleichen Jahr der SA und dem NSDStB sowie zum 1. Dezember 1930 der NSDAP beitrat (Mitgliedsnummer 387.096). In der SA war er Obertruppführer im Stab der Standarte 36. 1933/34 wurde er Hochschulgruppenführer des NSDStB und Führer der Studentenschaft an der Martin-Luther-Universität Halle sowie Leiter des Studentenwerks. Während seiner Amtszeit löste er durch seine Angriffe gegen von ihm als „reaktionär“ bezeichnete Professoren einen Konflikt des NSDStB mit dem örtlichen Senioren-Convent aus, der über die Universität Halle hinaus Aufsehen erregte. Von 1934/35 und 1938 bis 1943 war er Gaustudentenführer für den Reichsgau Halle-Merseburg. Er promovierte 1938 in Halle und wurde wieder Studentenschaftsführer der dortigen Universität. 1941 übernahm er die geschäftsführende Leitung des Amtes „Politische Erziehung“ in der Reichsstudentenführung.
Im Zweiten Weltkrieg diente Detering als Unteroffizier der Wehrmacht. Seit dem 21. Oktober 1943 wurde er bei Nowo Losowatka vermisst. Sein Verbleib ist unbekannt.

## Veröffentlichungen
- Die Bedeutung der Eiche seit der Vorzeit. Verlag Curt Kapitzsch, Leipzig 1939.